# ラファエル・シュウェンディンガー
ラファエル・シュウェンディンガー（Raphael Schwendinger、1998年1月1日 - ）は、リヒテンシュタインの柔道家。2021年の東京オリンピックの男子90kg級に出場した。開会式では競泳選手のユリア・ハスラーと共に旗手を務めた。大会出場に向けてはアレクサンドル・ミハイリンを始めとするロシアの柔道チームともトレーニングをした。

## 主な戦績
| 年   | 大会                     | 開催地       | 種目   | 結果      | 備考 |
| ---- | ------------------------ | ------------ | ------ | --------- | ---- |
| 2019 | 欧州小国競技大会         | ツェティニェ | 90kg級 | 優勝      |      |
| 2019 | ヨーロッパ柔道選手権大会 | ミンスク     | 90kg級 | 2回戦敗退 |      |
| 2021 | ヨーロッパ柔道選手権大会 | リスボン     | 90kg級 | 1回戦敗退 |      |
| 2021 | 世界柔道選手権大会       | ブダペスト   | 90kg級 | 1回戦敗退 |      |
| 2021 | オリンピック             | 東京         | 90kg級 | 2回戦敗退 |      |